# Sara Forestier
Sara Forestier, född 4 oktober 1986 i Köpenhamn i Danmark, är en fransk skådespelare.
Forestier föddes i Köpenhamn men växte upp i Frankrike. Hon har vunnit två Césarpriser, 2005 som mest lovande kvinnliga skådespelare för sin roll i L'Esquive (2003) i regi av Abdellatif Kechiche samt 2011 i kategorin bästa kvinnliga skådespelare för sin roll i Le nom des gens (2010) i regi av Michel Leclerc. 2005 var hon en av mottagarna av Shooting Stars Award vid filmfestivalen i Berlin.

## Filmografi i urval
- 2003 – L'Esquive
- 2005 – Strömmarna
- 2006 – A Few Days in September
- 2006 – Parfymen: Berättelsen om en mördare
- 2006 – Asterix och vikingarna
- 2010 – Le nom des gens
- 2010 – Gainsbourg - ett legendariskt liv
- 2012 – Une nuit
- 2013 – Suzanne av Katell Quillévéré
- 2015 – La Tête haute (film)
- 2016 – Primaire (film)
- 2017 – M (film, 2017)